# Búfalo-africano
O búfalo-africano (Syncerus caffer), também conhecido como búfalo-cafre, búfalo-do-cabo ou búfalo-negro-africano é um mamífero bovino nativo da África. O búfalo-africano, é encontrado normalmente na savana em países por toda a África sub-saariana, embora geralmente confinado em áreas protegidas. É um herbívoro de grandes dimensões. A fêmea adulta chega a 1,60 metros de altura e cerca de 500 kg a 600 kg de peso. O macho adulto é ainda maior, chegando a cerca de 1,80 metros de altura (medidas tomadas desde o chão até a altura máxima da espádua) e 900 kg de peso.
O búfalo-africano embora fisicamente semelhante ao búfalo comum encontrado na pecuária do norte do Brasil, é um animal de maior porte e selvagem. Um búfalo adulto é muito forte, impondo respeito mesmo a um grupo de leões que possa cruzar o seu caminho. Além do homem, possui como predador natural o leão, mas mesmo um indivíduo da manada é capaz de se defender usando a força ou a proteção da própria. Regularmente pelo número de animais na manada, pela dispersão no terreno e pela falta de defesa de animais idosos, os leões podem matar e comer um búfalo, mas isto exige que um grupo de leões se organize e ataque um único animal. É muito raro um leão conseguir ferir com gravidade ou matar um búfalo adulto atacando-o sozinho. Outros predadores como as hienas e os leopardos, somente conseguem atacar um búfalo jovem e que por algum motivo encontra-se desprotegido da manada.
Atualmente estima-se que sobrevivem 900 000, sendo a maioria na savana da África oriental. Os motivos para a diminuição da população dos búfalos-africanos foram a caça predatória, o uso do seu habitat como campos de agricultura, secas e a introdução no continente africano de pestes e doenças. Atualmente é considerado um animal fora do risco de extinção devido a proteção em parques nacionais e reservas privadas nas regiões da savana africana, entretanto o seu habitat é diminuído em área a cada ano.

## Taxanomia

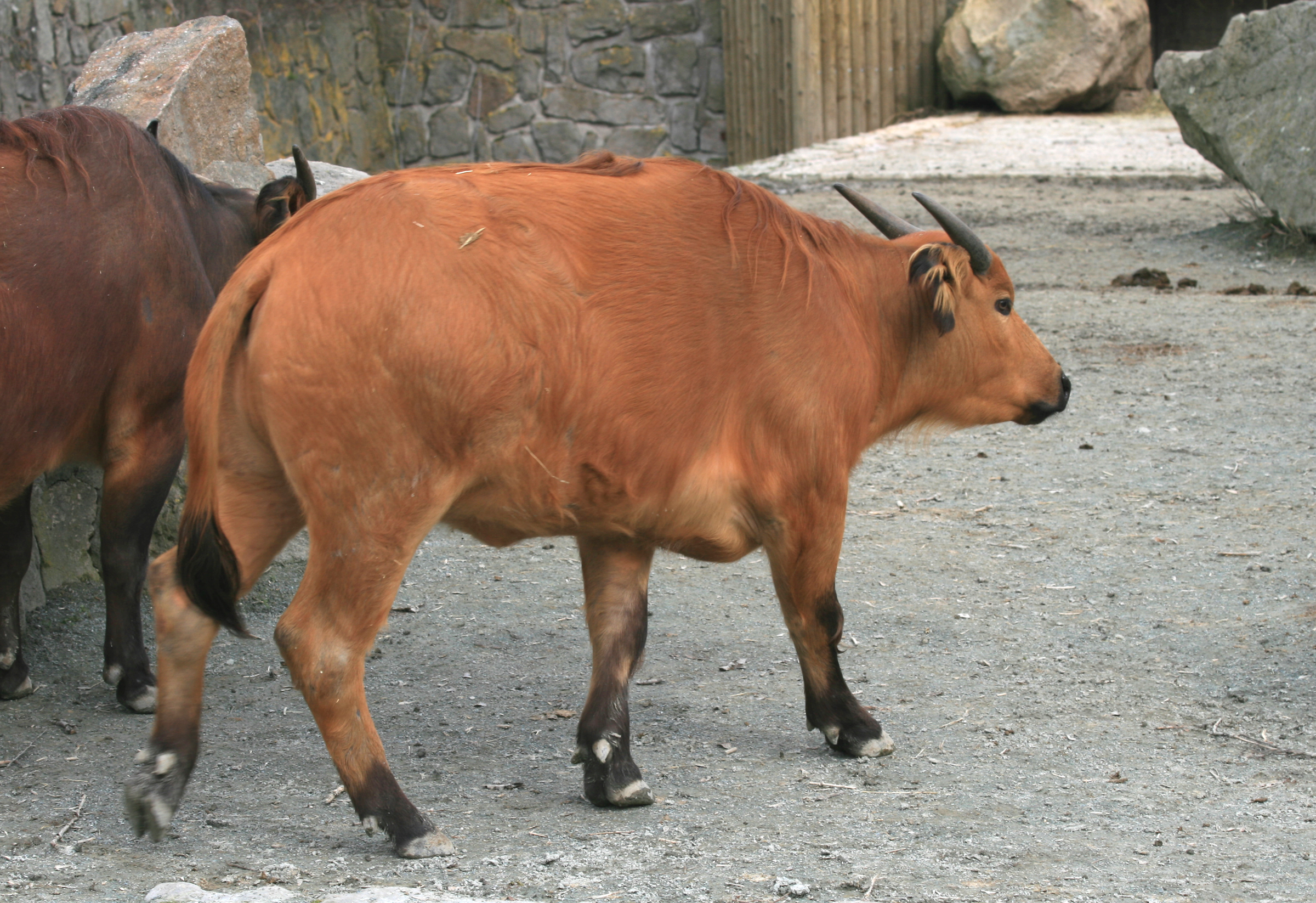
O búfalo-vermelho (Syncerus caffer nanus) é facilmente reconhecido por sua pelagem avermelhada e menor tamanho.

O búfalo-africano foi primeiro descrito por Anders Sparrman como Bos caffer em 1779. O gênero Syncerus foi descrito por Hodgson em 1847. As subespécies são separadas em duas linhagens claras: a dos animais da savana e a outra só contendo o búfalo-vermelho (S. caffer nanus), que habita as florestas e é bastante diferente morfologicamente, com seu menor tamanho, chifres de formato diferente e uma cor vermelha e marrom característica. Outra subespécie é facilmente distinguida além desta, a S. caffer caffer. Ainda existem outras duas não tão facilmente reconhecidas, mas geralmente aceitas, embora nem sempre: o S. c. brachyceros encontrado nas savanas do oeste africano e o S. c. aequinoctialis nas savanas do centro. Essas são as subespécies geralmente reconhecidas e suas respectivas autoridades:
- S. caffer caffer - Sparrman, 1779
- S. caffer nanus - Boddaert, 1785
- S. caffer brachyceros - Gray, 1837
- S. caffer aequinoctialis - Blyth, 1866

As duas últimas subespécies parecem ser morfologicamente intermediárias entre o búfalo da savana "típico" e o búfalo-da-floresta. Apesar de serem as mais diferentes, já houve cruzamento entre S. c. caffer e S. c. nanus, o búfalo-da-floresta. Há ainda uma outra possível subespécie, S. c. mathewsi, que habitaria as regiões montanhosas do leste africano, não reconhecida por todos.

## Características
Búfalos-africanos são grandes herbívoros. Possui um corpo em forma de barril com um peito largo e as pernas robustas, uma massiva cabeça e o pescoço curto e espesso. As fêmeas têm entre 500 e 600 kg enquanto o macho chega a 900 kg. Sua pelagem é marrom escuro ou preta nas subespécie da savana e avermelhada na subespécie que habita as florestas, o búfalo-da-floresta (S. caffer nanus), conhecida ainda como búfalo-vermelho, entre outros. À medida que envelhecem, os pelos vão escurecendo, com o búfalo-vermelho chegando a se tornar quase preto. Sua longa cauda termina em um tufo de pelos mais compridos e uma das características mais marcantes na cabeça, junto com os chifres, são as orelhas grandes e caídas, que possuem um tufo na ponta. No búfalo-da-floresta, duas áreas com pelos branco-amareladas ou pálidas  revestem a superfície interior de cada orelha e estendem-se como tufos ao longo da borda inferior. Alguns machos mais velhos podem ter marcas brancas ao redor dos olhos. O queixo e a parte inferior são muitas vezes mais pálidas, e o rosto, junto com as pernas, podem ter manchas de cor contrastante.

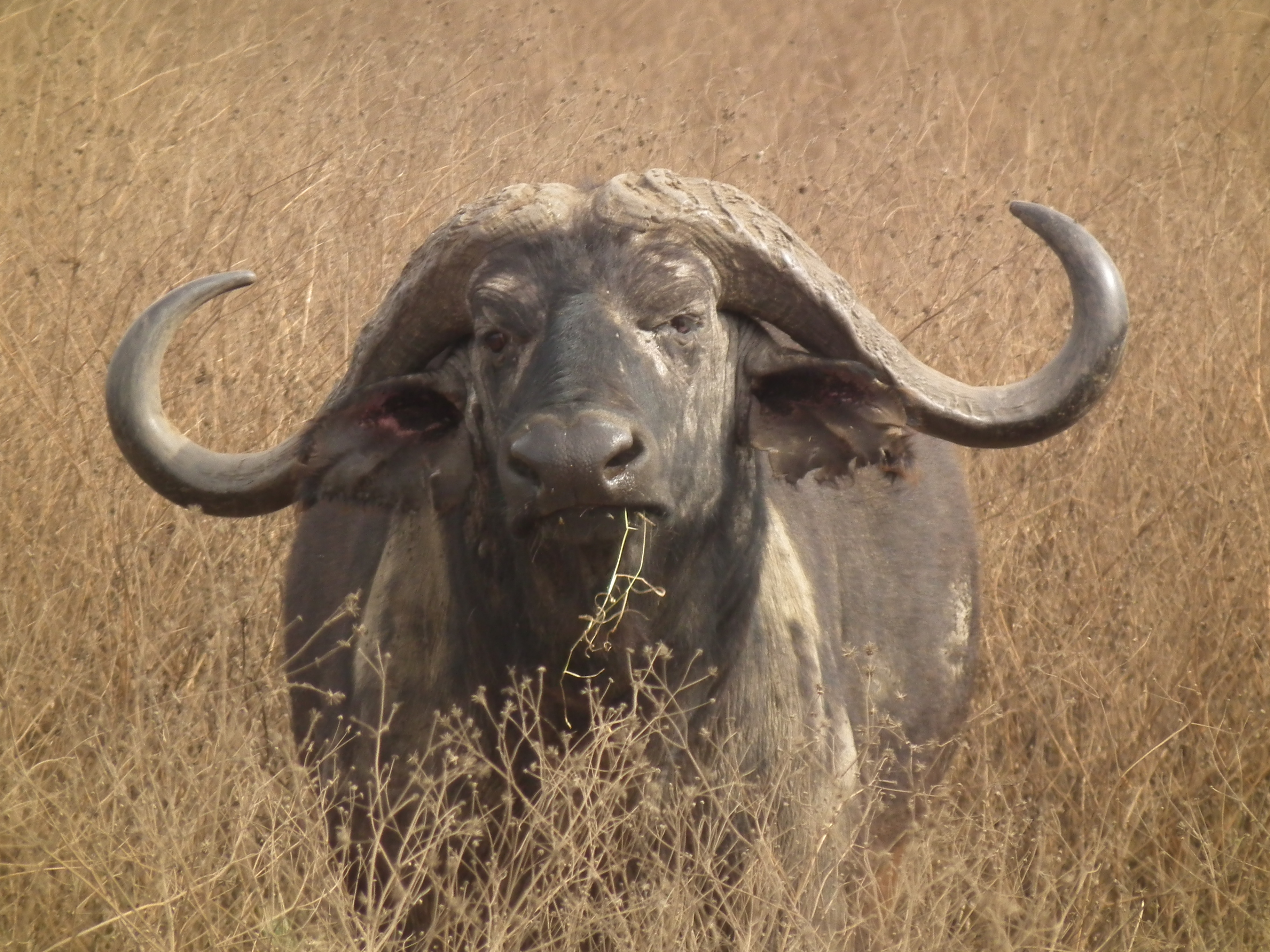
Búfalos-africanos da savana possuem um grande chifre curvado. Na Tanzânia.

Ambos os sexos têm chifres, apesar do tamanho e formato ser variável. Nos animais da savana, os chifres são em forma de gancho, curvando-se para baixo a partir de sua origem no crânio antes de enrolar para cima e para dentro. Os chifres são enormes nos machos, atingindo até 1,6 metros seguindo a curva exterior e mais 90 cm na de difusão horizontal em grandes machos, e ampliando-se e formando um escudo pesado na testa. Os chifres de búfalos da savana fêmeas são mais curtos e mais finos do que nos machos, com o "escudo" incompleto ou ausente. Os chifres do búfalo-vermelho são muito mais curtos (atingindo apenas 30–40 cm de comprimento) e recuam para trás da cabeça alinhados com a testa; machos desta subespécie não desenvolvem a saliência frontal.

## Anatomia

### Organização social

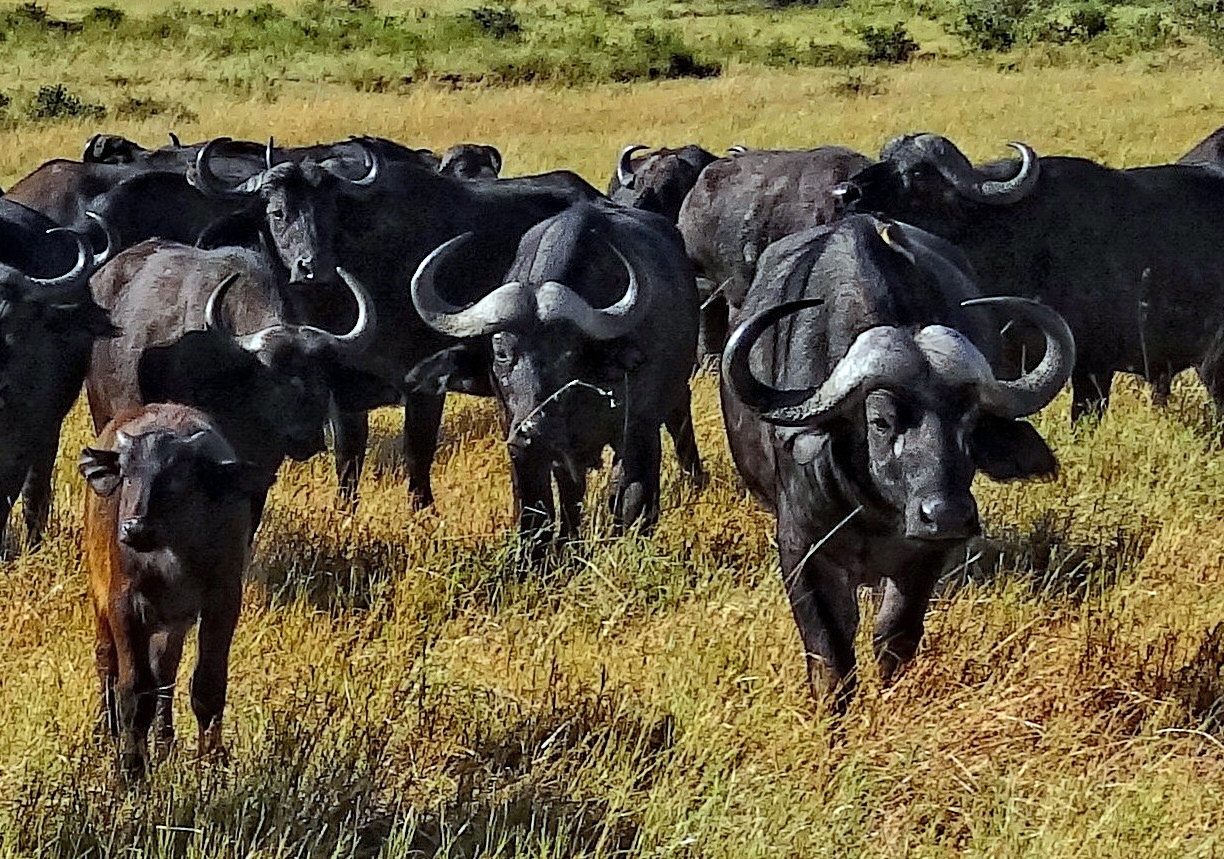
Búfalos-africanos vivem em grupos. Masai Mara, Quênia.

Búfalos vivem nas savanas em grandes rebanhos contendo aproximadamente entre 50 e 500 animais, apesar de grupos tão grandes quanto 3 000 animais já terem sido vistos, embora não possuam coesão social. Um rebanho verdadeiro se move em um território fixo que é totalmente separado dos outros rebanhos. Esses grupos são formados na maioria de fêmeas adultas e filhotes, mas machos também são encontrados, pelo menos na estação chuvosa.  Formam-se assim diferentes unidades: fêmeas com filhotes das duas últimas épocas de nascimento, grupos de solteiros com até 12 animais e um grupo separado de animais juvenis.

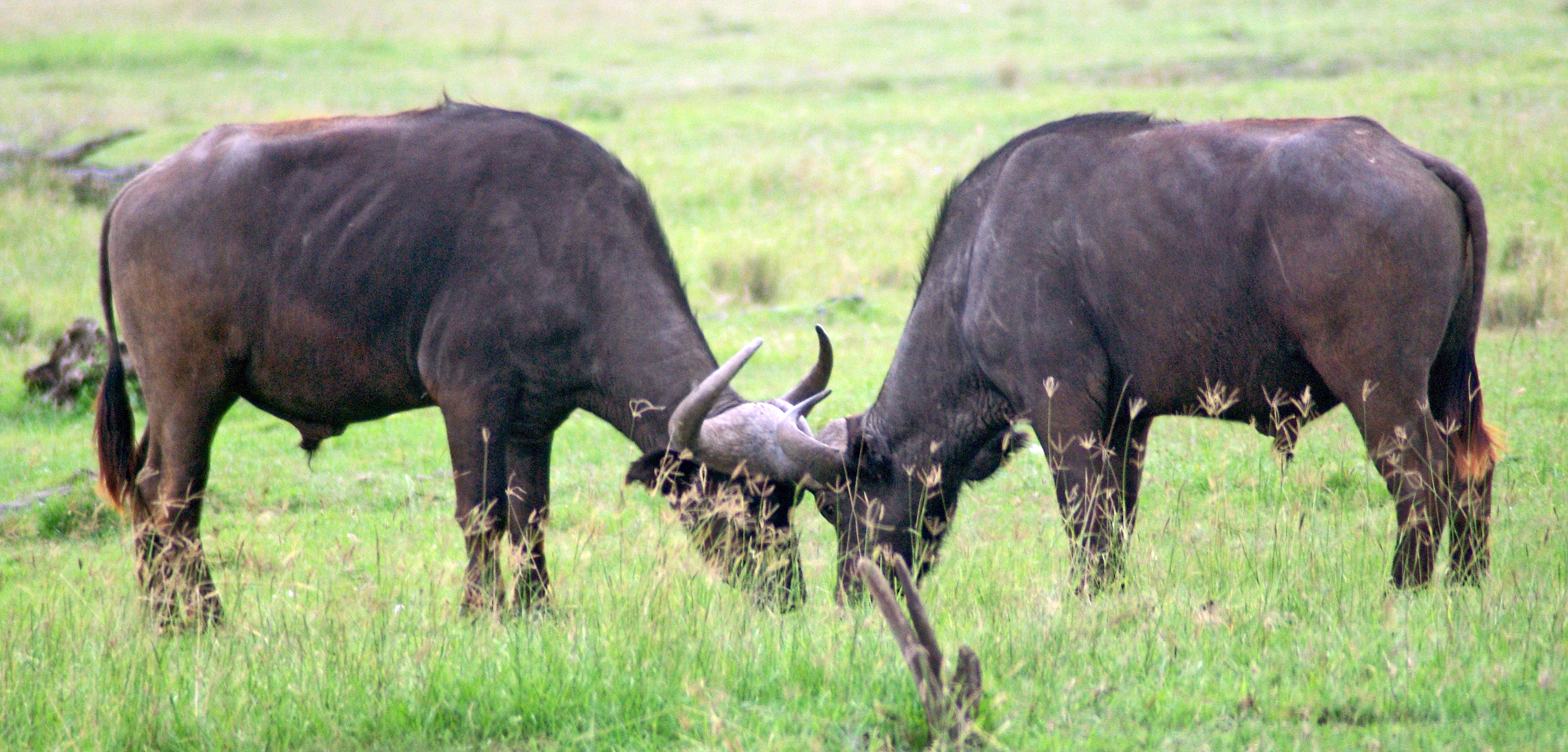
Dois machos realizando uma disputa com as cabeças no Lago Nakaru, Quênia.

Hierarquia é presente, mas mais pronunciada nos grupos de solteiros. A hierarquia é definida por posturas agonísticas, principalmente "balanço" das cabeças apesar de sérias lutas cabeça-a-cabeça também ocorrerem.  Vários machos maduros podem estar presente em grupos mistos, mas eles competem pelas fêmeas estrais. Eles usualmente dominam as fêmeas, contudo, o papel de liderança é limitado.  A liderança real do rebanho é compartilhada por indivíduos de vários escalões dos dois sexos que revezam na frente durante o movimento da manada.
Os búfalos-da-floresta não vivem em grandes grupos, apenas em pequenos grupos com entre 8 e 20 animais fortemente relacionados.

### Comportamento

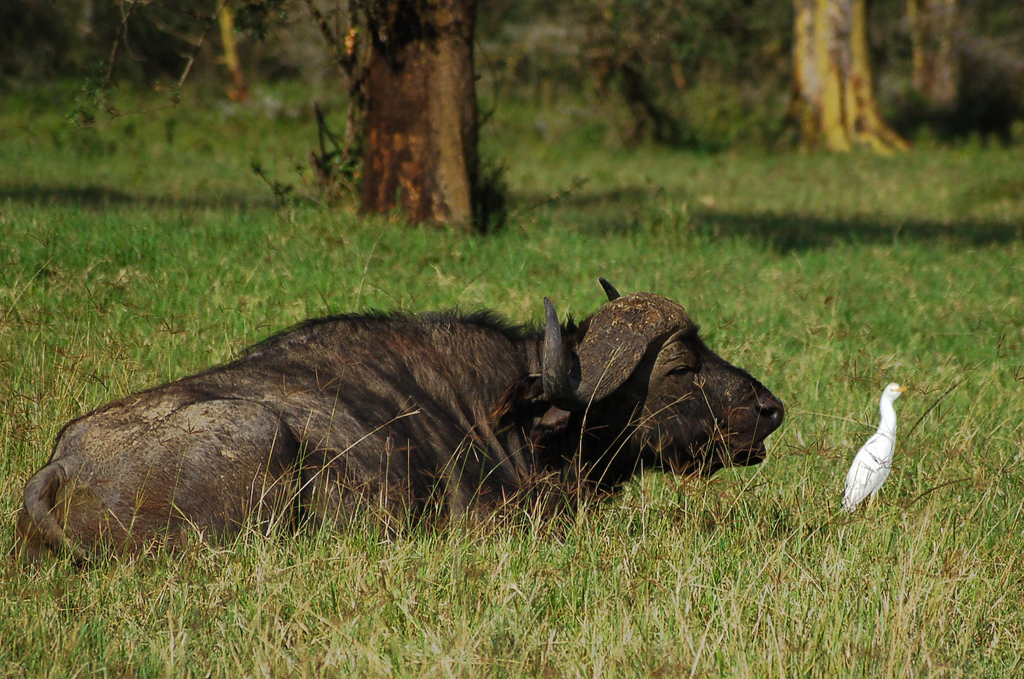
Búfalos gostam de descansar durante o calor do dia.

São considerados um dos animais mais perigosos da África e existem até mesmo lendas de machos velhos perseguindo e matando humanos sem provocação. Essas lendas, entretanto, provavelmente surgiram de caçadores que tentaram seguir animais feridos.
Além de seres humanos, búfalos são caçados por leões e crocodilos e hienas, que normalmente atacam apenas animais velhos e solitários e bezerros jovens. Mesmo parecendo formidáveis, os velhos solitários estão muitas vezes doentes e não são tão ativos e alertas quanto outros machos nos rebanhos. Os leões que optam por caçar indivíduos dos rebanhos correm o risco de sofrerem um feroz contra-ataque, conhecido pelo termo mobbing. As fêmeas possuem um laço muito forte e todo o rebanho pode atender a chamados de socorro e defender um membro, chegando a expulsar uma alcateia inteira de leões. Eles ainda apresentam um forte sentimento vingativo, até mesmo perseguindo e matando leões que atacaram algum membro. Umas das evidências da relativa segurança de búfalos é a presença de indivíduos cegos e aleijados com boa saúde e a mesma proporção de machos e fêmeas de meia-idade.
Já os búfalos-da-floresta são uma das principais presas dos leopardos, apesar de só atacarem os juvenis.

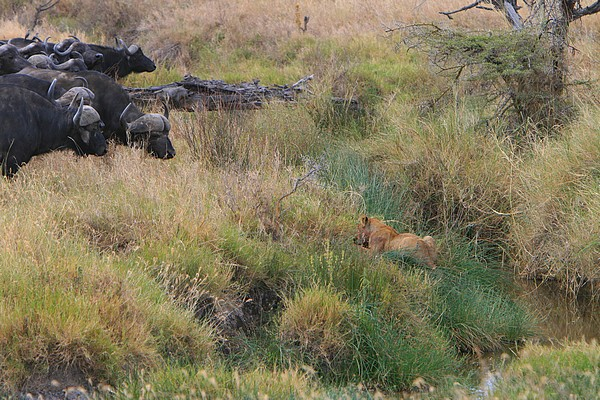
Búfalos realizando uma reposta de mobbing contra um leão.

Para escapar do calor, passa a maior parte do dia deitado na sombra. Passam 9 horas e meia se alimentando, mas o tempo proporcional de comer e se alimentar varia de acordo com a hora do dia e a época do ano. O tempo que passam se alimentando é proporcionalmente maior à noite enquanto acontece o contrário a noite. Eles ainda aparentam descansar mais durante o dia na estação chuvosa, quando é mais quente.

### Reprodução

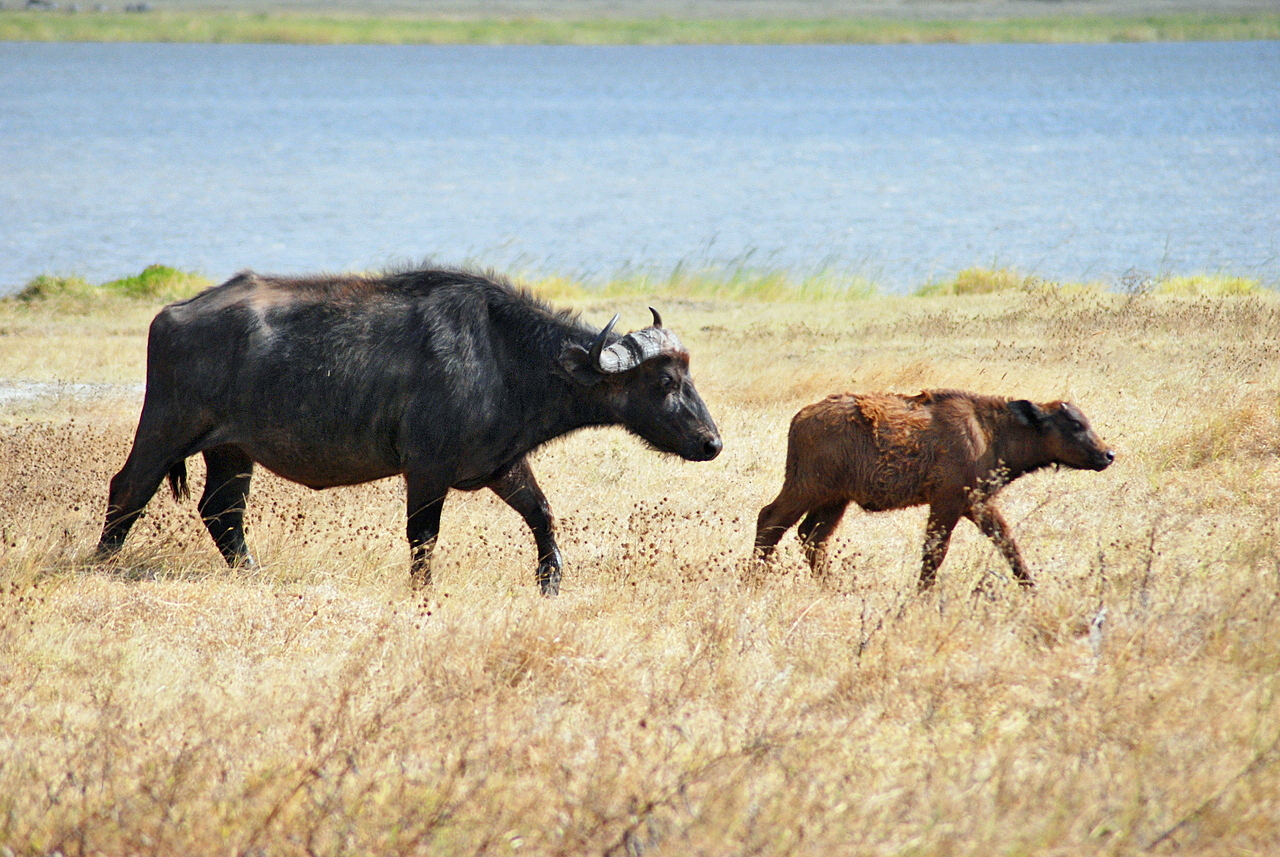
Búfalos-africanos fêmeas têm um forte laço com suas crias. Ngorongoro, Tanzânia.

Reprodução ocorre todo ano e, em algumas partes, existem picos associados às chuvas. O ciclo estral dura 23 dias com um estro de 5 a 6 dias; e a  gestação dura cerca de 340 dias e nasce um filhote com normalmente 40 kg e coloração avermelhada ou marrom-escurecida. Filhotes entre 50 e 55 kg também já foram encontrados e filhotes de búfalos-da-floresta podem ser em vermelho vivo. O intervalo entre cada nascimento varia de 15 meses, sobre boas condições, a 2 anos.
Machos frequentemente checam o estado reprodutivo através da urina e podem lamber a vulva para fazê-las urinarem. Uma fêmeas perto do cio é fortemente protegida pelo macho, impedindo outros de se aproximarem. Entretanto, a fêmea se mostra evasiva e troca sucessivamente por machos de posições superiores.
Os filhotes são conhecidos por ficar de pé em 10 minutos apesar de não conseguir seguir a mãe e permanece com uma coordenação ruim e capacidade de correr limitada até algumas semanas. Como ele não é capaz de seguir o bando, os dois são deixados para trás e a mãe pode os levar a algum lugar escondido até ele ser capaz de prosseguir. Ou então pode tentar fazer ele prosseguir chamando-o, enquanto que o filhote só responde se perder contato com ela como abandonado por um rebanho partindo.  Ela, então, se sente pressionada entre ficar com a cria ou seguir o bando. Às vezes, o filhote é abandonado. Filhotes são desmamados com seis meses de idade e machos deixam a mãe com 2 anos, mas fêmeas ficam até ter uma cria ou até mais tempo. A maturidade sexual acontece entre 3 anos e meio e 5 anos. Os laços maternais são muito fortes e as mães podem enfrentar diretamente um predador para defender o filhote.

### Dieta

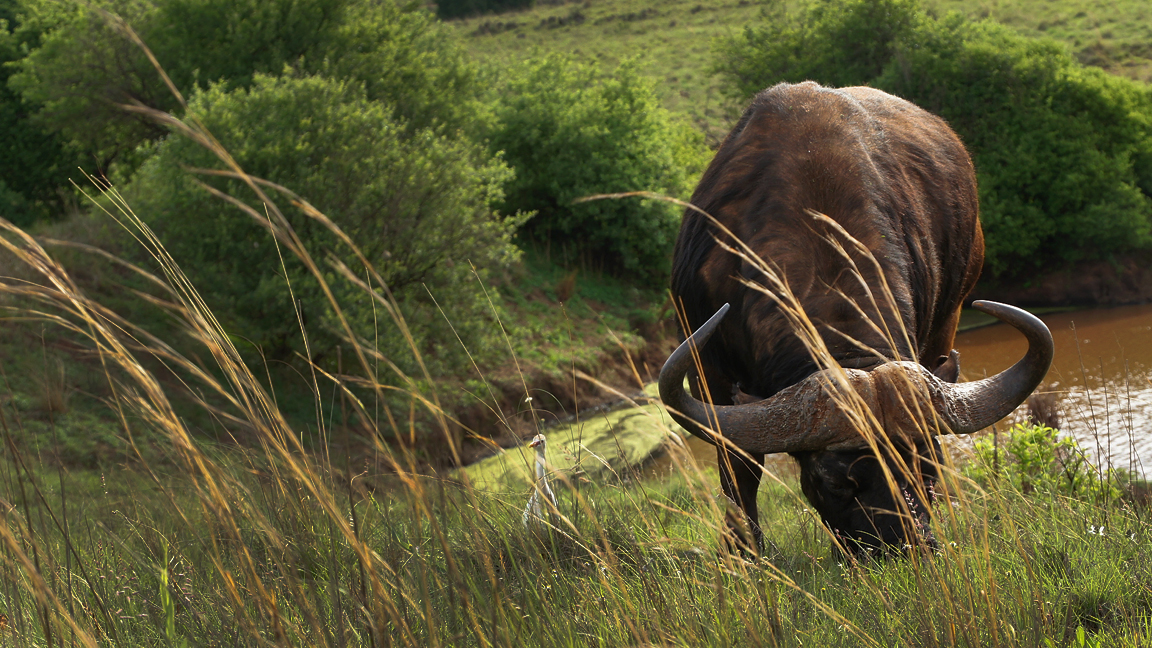
Búfalos-africanos são muitas vezes descritos como pastadores em massa.

Como todos os herbívoros, a proteína é essencial para se manter saudável e é um recurso escasso em um ambiente semiárido. Por isso, apesar de ser descrito como um "pastador em massa", ele perde as condições físicas mesmo com o aumento do nível da grama, devido a diminuição do nível de proteína na dieta.
Em um estudo na Reserva Natural do Rio Great Fish, a composição da dieta de búfalos-africanos foi estimada através do uso de análise fecal. As espécies Themeda triandra, Cynodon dactylon, Digitaria eriantha e Panicum foram importantes em ambas as estações, no entanto, a sua contribuição na dieta total diminuiu quando a estação mudou de úmida para seca. Ptaeroxylon obliquum, Acacia karroo e Plumbago auriculata foram as espécies importantes relativo aos galhos, tanto na estação chuvosa e seca. Durante a estação chuvosa espécies de gramíneas contribuíram 72% para a dieta, enquanto 28% foram aportados por espécies de ramos. Na estação seca, houve um aumento significativo no consumo de ramos de 4%. Eles se tornaram importantes nela, incluído Portulacaria afra e Euclea undulata. As gramíneas que inicialmente foram negligenciadas durante a estação chuvosa, mas utilizados na estação seca incluíram Setaria neglecta e plurinodis Cymbopogon.

### Comunicação e sentidos

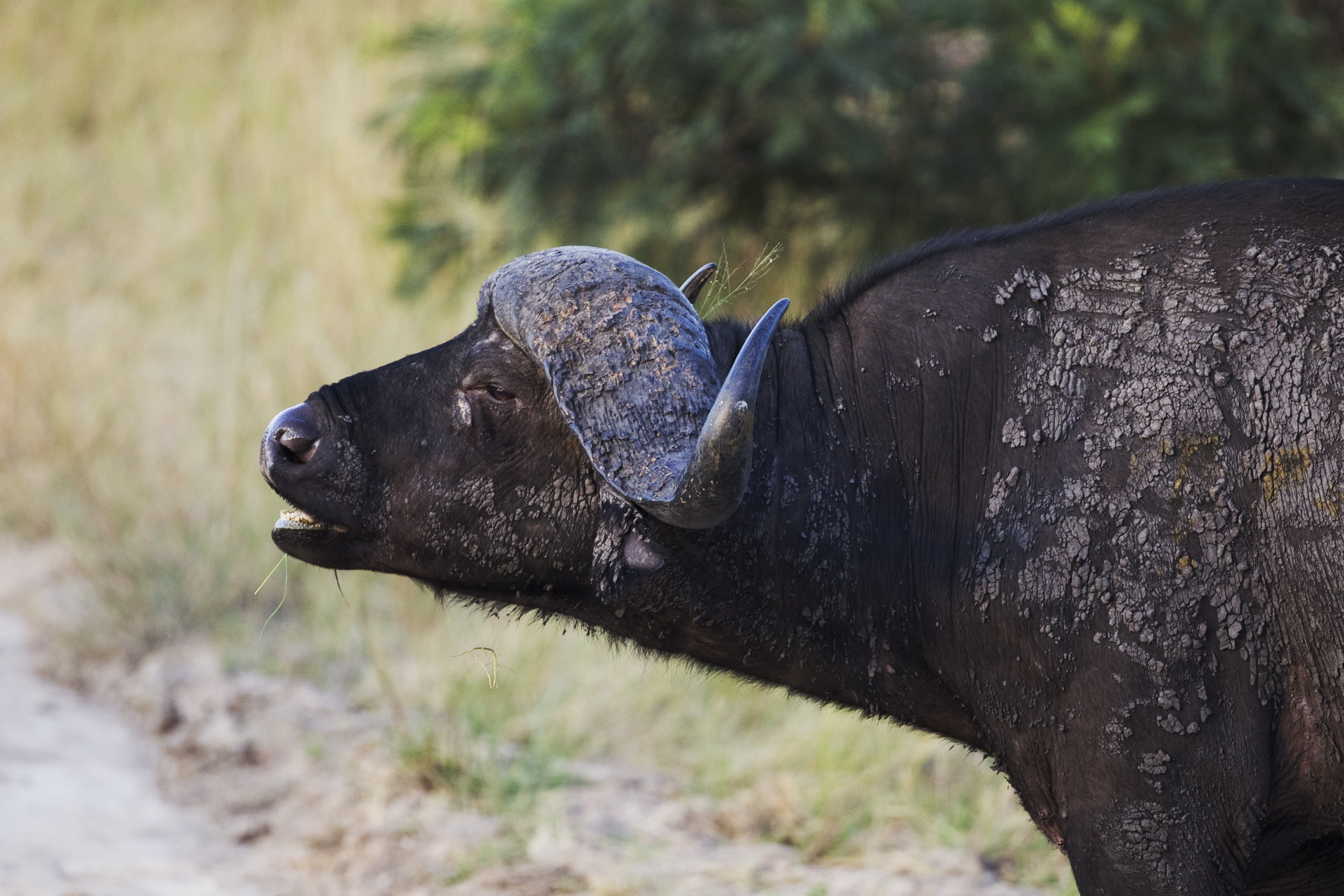
Búfalo-africano realizando um chamado. Parque Nacional Kruger, África do Sul.

Búfalos-africanos possuem visão e audição precárias, mas muito provavelmente também utilizam o olfato tanto para reconhecimento de indivíduos como para detectar predadores, embora não seja confirmado. Várias vocalizações são utilizadas e muitas vezes lembram a do gado doméstico, embora geralmente de baixa-frequência, e também serem animais bem menos ruidosos. Quando raramente fazem uma vocalização, geralmente é quando estão em grupo e iniciada por indivíduos de alto escalão; e menos da metade do grupo se junta ao chamado. Estão descritas a seguir:
- Chamado para mover: um chamado de entre 2 a 4 segundos utilizado repetidamente para coordenar os movimentos do grupo com intervalos de 3 a 6 segundos;
- Chamado para direção: um som enérgico como de um portão rangendo feito intermitentemente pelos líderes para iniciar o movimento da manada;
- Chamado da água: um som feito cerca de 20 vezes o minuto antes e durante o caminho até a água;
- Chamado da localização: feito por indivíduos do topo da hierarquia para sinalizar sua presença e posição;
- Chamado de aviso: uma forma mais intensa do mesmo sinal usado para alertar utilizado contra um indivíduo de posição inferior "invasor";
- Chamado agressivo: um grunhido explosivo que pode ser estendido para uma sequência ou transformado em um "rugido" profundo e baixo, também utilizado por machos dominantes após uma debandada;
- Chamado entre mãe e filho: um som desesperado feito por mães procurando seus filhotes. Se transforma em um coro após uma debandada e como prelúdio a comportamentos de mobbing'. Filhotes respondem com uma versão mais aguda;
- Sinal de perigo: um "waaa" prolongado, ouvido apenas três vezes à luz do dia; quando leões caçando são vistos por indivíduos em um rebanho em descanso;
- Chamados da alimentação: uma variedade de sinais utilizada para mantê-los na mesma direção e dizer que tudo está bem.

## Distribuição e habitat

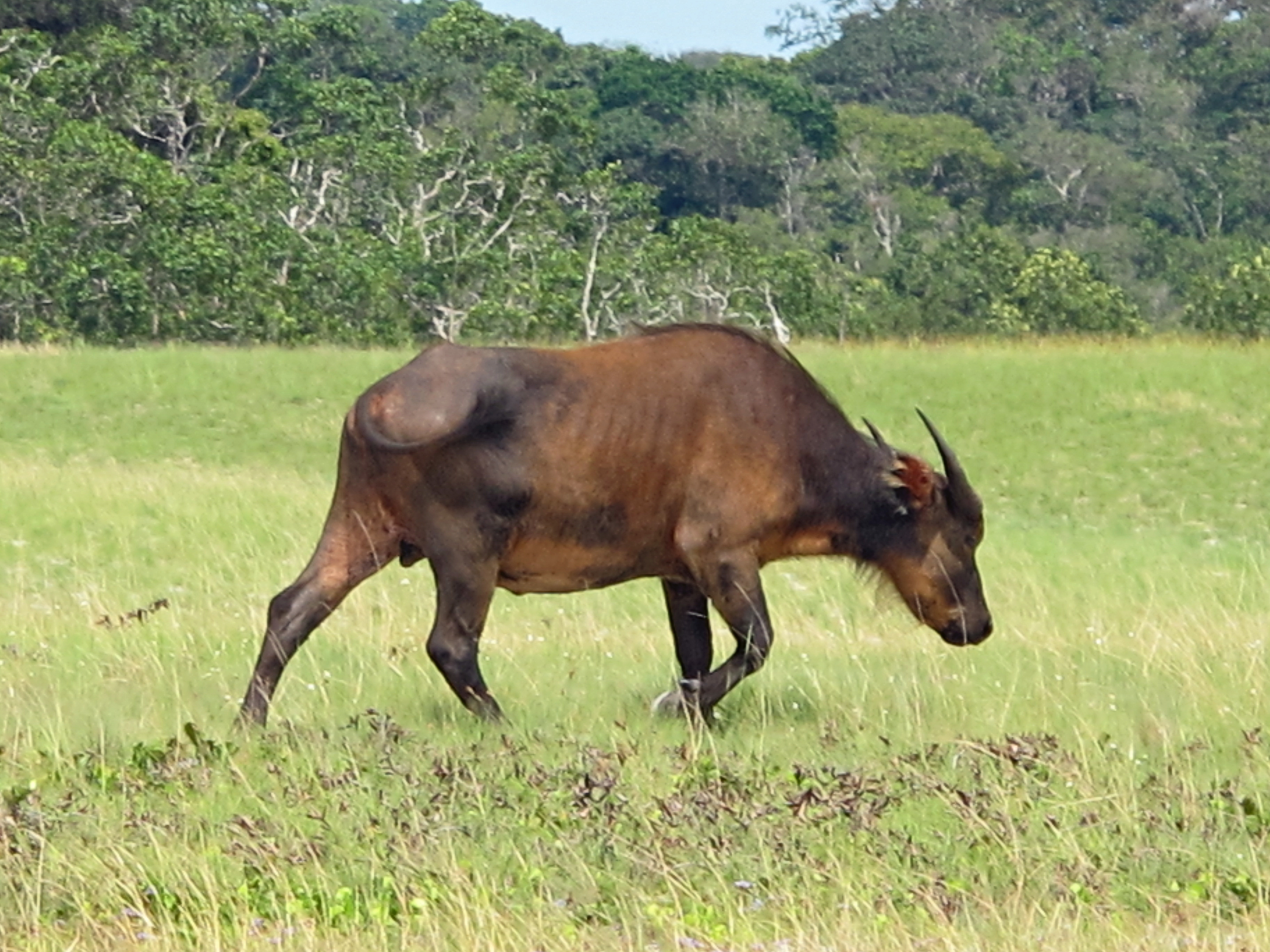
Búfalos-da-floresta são mais comuns nas áreas abertas das florestas. No Parque Nacional Loango, Gabão.

Búfalos-africanos ocorrem em grande parte da África sub-saariana; e vivem em vários habitats, vivem principalmente em pântanos de baixa altitude, mas também arbustivos semiáridos, floresta de acácias, florestas de miombo Brachystegia, savanas costeiras e florestas tropicais úmidas de terras baixas e inclusive em altitudes de até 4 000 m em pastagens e florestas de montanha. Eles estão ausentes somente em desertos e sub-desertos, como o da Namíbia e a zona de transição Saara / Sahel. Os búfalos-da-floresta existem em grandes densidades nas áreas abertas dentro da floresta equatorial, mas em baixa quando em zonas fechadas.

## Conservação
Esses animais sempre foram caçados pela carne e como troféu de caça. Além disso, búfalos da savana estão sofrendo quedas em áreas extensivas também pela perda de habitat e epidemias. Nos anos 1890 uma epidemia de peste bovina junto com pleuropneumonia matou até 95% do gado doméstico e ungulados selvagens. Ainda sofrem com outros doenças como antrax. Em vários países é o alvo favorito de caçadores de carne enquanto a caça furtiva tem sido um dos principais contribuintes para o recente declínio das populações de búfalos em muitas áreas protegidas. Seus números ficam por volta de 900 000 animais e uma das estimativas indica 830 000: 27 mil para S. c. brachyceros, 133 mil de S. c. aequinoctialis e 670 mil de S. c. caffer. Desses animais da savana, 70% estão em áreas protegidas. Os números do búfalo-da-floresta são estimados em 60 000 e são os mais ameaçados de todos.

## Símbolo
Como símbolo do safári africano, pertence ao grupo de animais selvagens chamado de big five, correspondente aos 5 animais mais difíceis de serem caçados: leão, leopardo, elefante, búfalo e rinoceronte.